# کوئیرن‌هایم
کویرنهایم (به آلمانی: Quirnheim) یک شهر در آلمان است که در باد دورکهایم واقع شده‌است. کویرنهایم ۷۳۸ نفر جمعیت دارد.